# Сухова, Тамара Сергеевна
Сухова, Тамара Сергеевна — учитель-методист, учёный-микробиолог.

## Биография
Окончила Московский Городской Педагогический институт в 1960 году по специальности «Учитель биологии и химии». В 1968 году поступила в аспирантуру, окончив ее, в течение 12 лет проводила собственные исследования, результаты которых были опубликованы более чем в 50 печатных работах, в том числе в совместном издании «Лейпциг-Москва» и Международных конгрессах (Париж, Дели). 24 года проработала в школе, читала лекции на курсах повышения квалификации учителей, являлась членом редколлегии журнала «Биология в школе», членом ФЭС при Министерстве образования и науки РФ.
Основные направления методической работы: формирование самостоятельного и системного мышления учащихся, развитие и воспитание ученика средствами предмета, реализация системного подхода как условия развивающего обучения.
Автор печатных работ в области микробиологии, учебно-методических комплектов по биологии для школьников, методических пособий для учителей. Является автором учебников, методических пособий, рабочих тетрадей и программы линии «Живая природа» для 5-9 классов основной школы (издательство «Вентана-Граф»), пособия для учителей «Урок биологии. Технологии развивающего обучения» (Библиотека учителя).

## Семья
Отец — Сергей Яковлевич Любашенко (1908—1981) — советский учёный, изобретатель вакцины для профилактики лептоспироза животных

## Награды
- «За освоение новых земель» (1957 г.)
- «За успехи в развитии народного хозяйства» (медали ВДНХ 1974, 1976, 1979 гг.)
- Медаль «Ветеран труда» (1987 г.)
- «Отличник народного просвещения» (1991 г.)
- Медаль «В память 850-летия Москвы» (1997 г.)